# One Stroke
Pour les articles homonymes, voir Stroke.
Le One Stroke (« un seul trait ») est une technique de peinture qui consiste à utiliser plusieurs couleurs différentes sur un même pinceau afin de réaliser à main levée, en une seule fois, une œuvre polychrome.

## Art japonais
Cette technique est pratiquée au Japon depuis l'époque d'Edo (1603-1868), en particulier pour représenter des dragons. Ces dragons sont peints dans la tradition du Hitofude Ryū.
L'artiste doit jouer sur l'équilibre entre les différentes pressions qu'il exerce sur le support, en un unique mouvement dont les infimes variations donnent une impression de hachures correspondant aux écailles du dragon.
Cette forme d'art se rattache au sumi-e, technique de lavis qui emploie des brosses identiques à celles de la calligraphie.
Le One Stroke sert notamment à dessiner des fleurs ou des papillons dans un registre figuratif ou encore des motifs abstraits. Il peut se pratiquer avec de la peinture acrylique.

## Autres usages
Le One Stroke est également utilisé dans le nail art.